# Branislav Kerac
Branislav Kerac (Újvidék, Jugoszlávia, 1952. szeptember 7. –) képregényrajzoló. Az 1970-es évek közepétől akció, kaland és western elemeket is ötvöző munkáival újította meg a jugoszláv képregényeket. Kezdetben alkotásai nagy részét jó barátja Svetozar Obradović írta, ám idővel maga vette át képregényei forgatókönyveinek készítését és írását.

## Pályafutása

### A gyermekkortól a professzionális korszakig
Már 4 éves korában elkezdett skicceket készíteni vázlat-füzetébe (ezek még ma is fellelhetőek nála), de nyilván ezek még nem művészi igénnyel készült alkotások voltak (néhol-néhol kivehető egy-két alakzat, jármű, például villamos). Szerencsére egy újvidéki szobrász, a szomszéd Dejan Bešlin, felfigyelt a Baneban megbúvó tehetségre, és az első tanácsokat ő adta a fiatal alkotónak, hogy hogyan kell a ceruzát helyesen tartani, használni, mik illetve milyenek az alakzatok. Amíg a barátok labdáztak és játszottak, addig Branislav a rajz-tudását fejlesztette.
Az általános iskola negyedik osztályába járt, amikor Svetozar Obradović-tyal életre szóló barátságot kötött, s azon versenyeztek vele, hogy ki tudja jobban átmásolni/átrajzolni a Kit Carson, Kansas Kid és Roy Rank képregényeket. Habár Svetozar nem tartott ki sokáig e hobbi mellett, a Branislav után csak Banenak becézett fiú türelmesen gyakorolt, hogy minél közelebb kerüljön példaképeihez (Hal Foster, Dan Barry, Masherot, Jesus Blasco, Sergio Tarquinio, rajzolók, akiknek a munkáit az akkori Kekec, Politikin zabavnik és Crtani romani lapok közölték). A Plavi vjesnik, a Strip-Strip és a Lykos Strip zabavnikja a jugoszláv képregény nagyjaival is megismertette Banet, olyanokkal, mint Beker, Radilović, Maurović, Navojev és Solovjev.
A Zenit magazin jugoszláviai megjelenése (1965. augusztus 21-én jelent meg az első száma, heti 1 alkalommal került kiadásra, s 1968. május 11-én, a 143. résszel szűnt meg, kezdetben amerikai és brit újságok képregényei jelentek meg a lapban, majd, francia-belga eredetű képregények, végül pedig a Marvel kiadó sorozatai, mint például a Thor vagy a Fenegyerek) és idősebb John Romita Daredevil-je (Fenegyerek) hatalmas befolyást tett rá.
A Kekecben megjelenő Jerry Spring képregény (francia-belga képregény, 1954-ben jelent meg először a Spirou-ban) „egyszerű rajzaival” azonnal a kedvenceivé közé emelkedett, különösen az apacsok ábrázolása tetszett Banenak.
1967-68 táján komolyabban is elkezdett foglalkozni képregényekkel, forgatókönyvet írt, képsorokat rajzolt tintával, hangeffektekkel (sőt tussal is alkotott, ceruzarajz nélkül).
A rajz-tanárnő fiatalkorában egyetlen egy alkotását sem állította ki, sőt, a rajz-szakkörbe sem hívta meg soha Banet. Ami még viccesebb volt, hogy a barátoknak és iskolai lapoknak
is készített rajzokat, amíg a kispajtások a Bane által rajzolt házi feladatra mind ötös érdemjegyet kaptak, addig a saját neve alatt készített munkái 4- illetve 4+-os osztályzatot kaptak. De végül év végén Bane mindig 5-ösre lett lezárva. 1970 és 1975 között számos képregényoldalt rajzolt, amelyeket elajándékozott (ezek közül nem egy napjainkban aukciós oldalon található). Utólag elgondolva, a legjobban egy 12 oldalas, majdnem befejezett, Zlatna garda (Arany gárda, egyfajta Bosszú Angyalai/Bosszúállók feldolgozás Dušan király idejéből) című képregény 1. részének „eladományozását” sajnálta a legjobban, amelyet egy olyan illetőnek adott, akinek az az ég világon semmit sem jelentett. Amikor 20 évvel később Bane összefutott ezzel a személlyel, s megkérdezte tőle, megvan-e még a képregény, annak fogalma sem volt arról, hogy miről van szó.
16 éves volt, amikor a Dnevnik kiadójánál próbálkozott, mint szövegbeíró/szövegszerkesztő. A szerkesztőségben nem fogadta más, mint Mitar Milošević, a kiadó főszerkesztője, aki arról érdeklődött, hogy Bane mennyire ért e munkához. Miután Bane azt jelezte, hogy még soha nem foglalkozott ilyen feladattal, de szívesen megpróbálná azt, Mitar megmutatott néhány kész képregényt és elmagyarázta, hogy hogyan készülnek azok. A főszerkesztő azt javasolta, hogy Bane írja a szöveget egy papírra, vágja ki, majd ragassza rá a képregény megfelelő részére. Kerac örömmel vitte haza első munkáját, amelynek azonnal neki is látott. Amikor elkezdte írni a szöveget, amelyhez különleges tollat (rapidograf) használt, szétfolyta szöveg. Csak később derült ki, hogy rossz papírt használt Bane, illetve vonalzót és más eszközöket is használni kell ilyen esetben. Nem volt mit tenni, a feladat nem sikerült és azt gondolva, hogy a képregényt vissza kell vinni, Bane bátorságot gyűjtött, visszaszolgáltatta azt, s elmondta a főszerkesztőnek, hogy sajnos kudarcot vallott. Milošević egyszerűen összegyűrte a papírt, majd úriember módjára elbeszélgetett a két fél. Habár retorzió nem érte Banet, de az első útja a képregények világában nem volt túl dicsőséges.
Az egészségügyi szakközépiskola fogtechnikus szakát végezte el, ekkoriban már minden nap rajzolt képregényeket a kézilabdázás és zenei foglalatosságai mellett. Sokféle és fajtájú képregényt rajzolt, nagyrészt a képújságokban megjelenő sztripek stílusát másolta kezdetben. Amikor Talpraesett Tomot (Lucky Luke) olvasott, akkor valami humoros western képregényt rajzolt, de ezek az első művek 1-2 oldal után elég gyorsan abbamaradtak, így több száz ilyen megkezdett alkotása volt. A legfőbb probléma a hozzáállással volt. A fentebb jelzett Zenit magazin hozta meg az áttörést, amikor is látta, hogy sok időt fecsérelt olyan dolgokra, ami a képregények szempontjából jelentéktelen, túlságosan a realizmusra törekedett, így saját stílust alakított ki ebben az időszakban.
Az általános iskolában szinte mindenki olvasott képregényt, de a szakközépiskolában már alig volt olyan diák, aki ilyen hobbival foglalatoskodott volna. Akik olvastak képregényeket, azok közül is alig voltak olyanok, akik maguk is ceruzát ragadtak volna, hogy rajzoljanak. Bane rajztudásának köszönhetően a szaktantárgyakból mindig jó osztályzatokat kapott, így a rajzolás iránti szeretetet kiválóan tudta hasznosítani.
Nyilvánvalónak tűnt, hogy a Belgrádi Fogorvostudományi Karon fogja majd folytatni tanulmányait. Első évben kémiából megbukott, második évben azért csúszott, mert nem akart egy békát felboncolni. A szociológiai és katonai felkészítő tárgyak „lelkesítő” tanulása mellett (amelyeknek ki tudja, milyen fontosságuk volt egy fogorvos számára), Bane 1977-ben úgy döntött, hogy az egyetem helyett inkább a rajzolással fog foglalatoskodni, így ekkor született meg az a mondása is, hogy „lesz inkább egy átlagos rajzoló, mint rossz fogorvos”. Belgrád nem hagyott mély nyomot benne több okból sem. Bane ideje nagy részét az évfolyamtársaival együtt tanulásra fordította, másokat nagyon nem ismert a fővárosban, és a karon tanulók nagy része sem belgrádi volt. Az anyagi kiadások is jelentősek voltak ebben az időszakban, többször is előfordult, hogy édesanyja teljes fizetését az albérletre (pontosabban 1 szoba) kellett költeni, így alig maradt bármi fajta összeg kulturális rendezvényekre. 
Az első komolyabb alkotása, a Poručnik Tara (Tara hadnagy) előtt mindössze egy rövidebb komplett, befejezett képregénye volt. Ifjúsági, zenéhez köthető téma volt e képregényben és mivel Bane muzikával is foglalatoskodott, nem állt tőle messze a dolog.
A Tvrđava (Vár) képregénye volt az első, amelyet elvitt egy kiadónak, a Forumnak, megmutatni. A Marvel kiadó stílusában készült mű, ami akkoriban nem volt túl közkedvelt a szerkesztőségben. A szerkesztő minden esetre a művészeti iskolát végzett technikai vezetőhöz irányította Banet, aki finom stílusban, miután megtekintette az alkotást, azt közölte, hogy „Kisfiam, belőled sohse lesz rajzoló!”.
Akkoriban egy korábbi szakközépiskolai jóbarátnak, aki a (katonai) Felderítők szövetségének (egyfajta cserkész-egylet) egyik aktivistája volt, eszébe jutott, hogy Bane kiválóan tud rajzolni, és az akkor induló Javor című folyóirat számára beajánlotta Keracot. Egy képregényt kellett rajzolni, így 15 képkockányi anyagot alkotott meg a lap számára. A főszereplő egy névtelen, ügyefogyott alak volt, és finoman szólva is a Gaston (1957-ben jelent meg a Spirou magazinban belga alkotótól) című képregény másolata.

### Az első komolyabb alkotások
1975-ben született meg az első komolyabb alkotása, a Poručnik Tara (Tara hadnagy), amelynek társszerzője régi barátja, Svetozar Obradović volt (10 évvel korábbi találkájukat követően, egy véletlen találkozás alkalmával úgy döntöttek, hogy ideje valami maradandót alkotni, az így született művet a Dnevnik kiadónak ajánlották fel publikálásra, amely azt meg is jelentette a Zlatni kliker magazinban). E társ-alkotóval együtt hozták létre a későbbiekben az Oliver, Nindža (Nindzsa), valamint Troje nesalomljivih (A három megtörhetetlen), és a Kobra sorozatokat.
A hazai képregény-alkotások ebben az időszakban eléggé háttérbe voltak szorítva, így Kerac és Obradović valami újat próbált alkotni. Mindketten nagyon szerették akkoriban a western-t, így amikor csatlakoztak a Dnevnik szerkesztőségéhez evidensnek tekintették, hogy majd ilyen képregényt készítenek. Azonban a kiadó nyilvánvalóvá tette, hogy ha hazai alkotásról van szó, akkor az csak partizánokról szólhat. Nem az eszmével és a propagandával volt a gond, hanem azzal, hogy Keracék a Kansas Kidben és más hasonló képregényekben az individuális főszereplőkhöz kötődtek, mint a hazai kiadásokban dívó, katonai csapat-képregényekhez. Így egy olyan Blueberry-hez (belga-francia westernképregény) hasonlító partizán főhőst alkottak, aki kicsit önfejű, kapitányi ranggal rendelkezik, majd lefokozzák. Végül is, nem volt nehéz megalkotni eme képregényt.
Ebből a korszakból még érdemes kiemelni az emberi gyengeséget ábrázoló képregényei mellett (például Per Aspera ad Astra vagy Ubedljivo nepobedivi [Teljességgel legyőzhetetlenek]) a Billy The Pljuc westernsorozatot, amely Clint Eastwood, Hagar és Gaston egyfajta keveréke.
Miután professzionálisan is elkezdett képregényekkel foglalkozni, Bane élete megváltozott. 1975-ben kapta meg az első fizetését képregényes munkájáért, ami akkoriban elég jónak számított, a Poručnik Taraért például többet kapott, mint amennyi az édesanyja 3-4 havi fizetése volt. A szülei, miután az egyetemet otthagyta, nem háborogtak sokáig, mert látták, hogy fiuk azzal foglalkozik, amit szeret és abból el is tudja tartani magát. A Poručnik Tara 18. része már akkor jelent meg, amikor a hadkötelezettségét töltötte Kerac, ekkor egy kisebb szünet következett képregényes munkájában. A katonai szolgálat alatt a Politikin zabavnik című magazinnak a Partizan Goran (Goran, a partizán) 2 részét készítette el Petar Aladžić forgatókönyve nyomán.
A hazatérés után újabb 4 rész készült el a Poručnik Taraból a Stripoteka magazin számára, de az alkotók valami újra vágytak. A Dnevnik kiadó sajnos nem volt vevő az újdonságokra, s azt szerette volna, ha a Poručnik Tara képregény folytatódna, de immáron kisebb tiszteletdíjért. Kerac nem fogadta el az új szerződést, ami szerinte tisztességtelen volt, főleg annak fényében, hogy más alkotók bérezését nem csökkentették, illetve más rajzolók, akik gyengébb alkotásokat produkáltak, ugyanolyan vagy még nagyobb díjazásban részesültek, mint ő.
Megkezdődtek a tárgyalások a Marketprinttel, illetve a gornji milanovaci Dečje novine-val, a legnagyobb kiadóval, ahol akkoriban nem igazán foglalkoztak képregényekkel. Miután a főszerkesztő látta a Poručnik Tarat és hogy itt hivatásos alkotókról van szó, alkalmazta Keracot és Obradovićot. A főszerkesztő azt mondta, hogy a kungfutéma eléggé felkapott, így valami ezzel foglalkozó képregényt kellene alkotni. Obradović azt javasolta, hogy a főhős lehetne egy jugoszláv honpolgár, aki a hongkongi nagykövet fia, így kitanulhatta a távol-keleti harctudományokat. A neve kezdetben Orion volt, de mivel ez eléggé furcsán hangzott, így miután láttak egy Shang-Chi és Vasököl Marvel-képregényt, úgy döntöttek, ha a főszereplő már ilyen gyors, legyen Kobra a neve. Az olvasóknak nagyon megtetszett a világot bejáró kaszkadőr, aki az egyik részben hol Olaszország földjén, a másikban Dél-Amerikában, a harmadikban pedig az Egyesült Államokban bukkant fel.

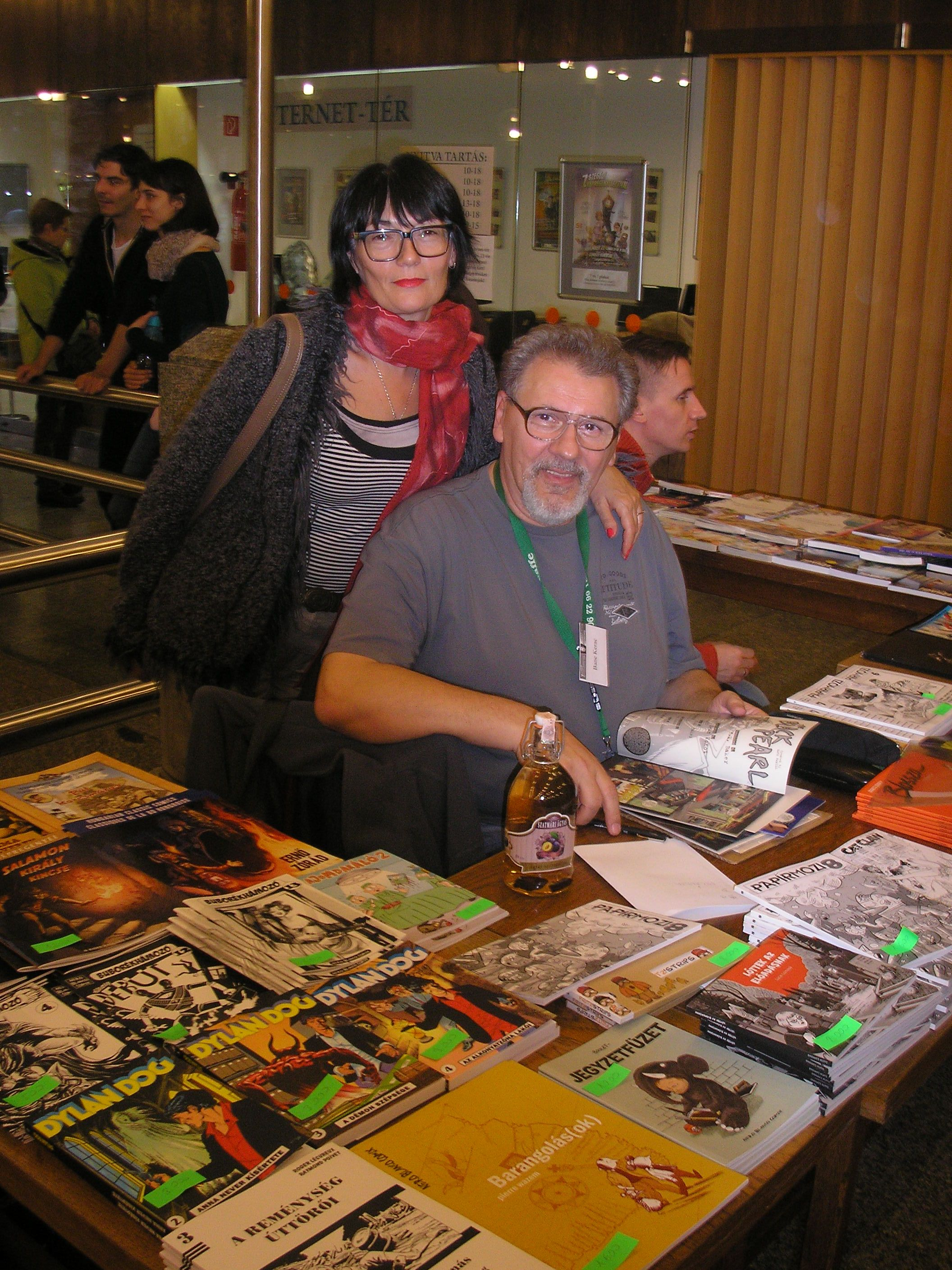
Branislav Kerac és felesége, Ljiljana a 7. Szegedi képregényfesztiválon

A Dečje novine kiadó újságjában, a Yu stripben (1977 és 1987 között jelent meg a kiadvány, szinte kizárólag jugoszláv alkotók munkáit közölte) azonnal nagy népszerűségre tett szert az Obradović által írt és Kerac által alkotott Kobra. A kiadvány egy központi része e mű lett, az újság példányszáma 30 000-re szökött fel a nagy érdeklődésre való tekintettel. „Úttörő” szerepben találhattuk Keracot, hiszen abban a periódusban jugoszláv alkotások nem nagyon jelentek meg határon túl, de az 1980-as években a jugoszláv szerzői képregények is elkezdtek külföldön ismertté válni. Az európai kiadók hamar felfigyeltek a sikerművekre, a 14-20 oldalas Kobra-történetek a dán havilap Serie, norvég Hegen, svéd Magnum újságokban kerültek közlésre. A legnagyobb elismerés talán a Serie-Solo kiadótól érkezett, amely az „Anđeo pakla” (A pokol angyala) részt 1983 júliusában, míg a „Pustinjski monstrum” (Pusztai/Sivatagi monstrum) epizódot 1984 januárjában album formátumban is megjelentette. Németországban és Hollandiában már szolidabb volt a kereslet a Kobrára, hiszen ekkoriban már leszálló ágban volt a „road-movie”-k korszaka.
A Stripotekában megjelent Poručnik Tara és a kezdeti Yu Stripes Kobra még sok hibát tartalmazott, de később letisztult Bane stílusa, s a további részek már jobb színvonalon készültek el.

### Jugoszláv alkotók a nemzetközi ismertség kapujában
Az 1970-es évek vége, 80-as évek eleje egy új korszak hajnala volt, méghozzá, a „Licenc-korszaké”.
Az egyik ok, ami miatt a külföldi, „jól ismert” címek megvásárlása felé fordultak a jugoszláv kiadók az volt, hogy a külföldi képregényekhez olcsóbban lehetett hozzájutni, míg másrészt ismertebbek is voltak, mint mondjuk egy teljesen új, hazai alkotás, amelyet csak igazán nagy ráfordítás árán lehetett volna a köztudatba „plántálni”. A hazai alkotások előállítási költsége, munkaerővel és nyomdai kiadásokkal számolva sokkal drágább volt, mint a külföldieké. Ekkoriban a hazai képregények nem igazán készültek külföldi piacra, az alkotók nem voltak motiváltak abban, hogy külföldön is megjelenjenek a műveik, ugyanis minden külföldről származó bevétel állami alapokba került, majd innen bizonyos fontossági sorrend alapján, terv-utasítások formájában került újraosztásra. Természetesen ecsetelni sem kell, hogy a kilencedik művészet nem igazán tartozott a támogatott kategóriába.  
Tito halálával a külföldi hitelekből mesterségesen „viszonylagosan jó” életszínvonalon működő Jugoszlávia egyre mélyebb gazdasági és politikai válságba került. Külföldi fizetőeszközhöz is elég nehezen lehetett hozzájutni az utolsó időszakban. A jugoszláv kiadók ezért úgy határoztak megveszik egy-egy képregény vagy sorozat licencét és hazai alkotókkal elkészítik az otthoni „piacra” szánt történeteket. Ha pedig ne adj Isten, az így elkészült képregény igazán színvonalas lesz és a külföldi partnereknek is tetszik, akkor határon túlra is el lehet adni azokat. A zágrábi Vjesnik (Tom és Jerry kalandjait adták ki), az újvidéki Dnevnik és Forum-Marketprint kiadók voltak a legbátrabbak eme kísérletezés területén.
Az újvidéki Dnevnik kiadó az 1970-es évek végén, amelynek az olasz Sergio Bonellivel már régóta jó kapcsolatai voltak, úgy döntött, hogy megvásárolja a Veliki Blek licencét (olaszul: Il Grande Blek, főhőse a hosszú szőke hajú Blek, aki az amerikai függetlenségi háború idején él, s a britek ellen harcol, ez nem Bonelli-képregény). A Lunov Magnus Stripben és a Strip Zabavnikban jelentek meg a jugoszláv alkotók által készített Blek-kalandok. A legkülönfélébb alkotókat gyűjtötték össze eme nemzetközi munkához, amelyek közül kiemelkedett Branislav Kerac mellette Branko Plavšić, Ahmet Muminović, Rade Mijatović (ez utóbbi Blek-paródiákat készített), az Ivanović-testvérek stb. Szép sikert aratott a jugoszláv átdolgozás, Kerac körül pedig egy olyan alkotói gárda jött össze, aki az ő stílusát, „iskoláját” kezdte el követni.
Keracnak megvoltak a feltételei Blek-kel kapcsolatosan, ugyanis ő nem kívánt a licencek által szigorúan kötött képregényt alkotni, hanem a saját ízlésvilágát kívánta a műbe átültetni. Megszületett a szerkesztővel az egyezség, így Blekből néhány különleges, komolyabb részt próbáltak alkotni, amelyeket nem kínáltak fel a későbbiekben az olaszoknak publikálásra.
1979-ben a Yu strip által kiírt képregény-pályázaton győztes pályaművet alkotott, 1984-ben pedig a Vinkovciban megtartott Első Jugoszláv Képregényfesztiválon a legjobb kaland-képregényért járó kategóriában lett díjazott. A Forum-Marketprint kiadó, 1983-ban, egy kivételesen jó marketing-kampányt követően elkezdte publikálni a nemcsak hazai, hanem a külföldi „piacra” is készülő Edgar Rice Burroughs Tarzanját (40 országban jelentek meg a jugoszláv történetek, több, mint 100 rész készült belőle). 

A jugoszláv Tarzan

A svéd Atlantik kiadónak köszönhetően jelentek meg határon túl a Tarzan-kalandok, amelyeken forgatókönyvíróként többek között Slavko Draginčić, Branislav Kerac, Svetozar Obradović, Dušan Vukojev, rajzolóként pedig Branislav Kerac, Branko Plavšić, Sibin Slavković, Petar Meseldžija, Marinko Lebović, Goran Đukić, Pavel Koza dolgoztak. A sorozatnak természetesen megvoltak a maga hibái, de minden tekintetben elérte az európai színvonalat vagy túlszárnyalta azt. A Kerac által alkotott főleg későbbi részek (36 rész forgatókönyvét készítette el, 11 további társ-szerzője, 47 epizód rajzait és 10-nek a tusrajzait is maga készítette illetve 60 szám borítóját alkotta meg egyedül vagy társ-alkotóként), magasan verték a korábbi svéd Atlantik kiadó által készített „epizódokat”.
Érdemes megemlíteni például, hogy az „Aranybárka” című részt, amelyet Derek Filding forgatókönyve alapján Sibin Slavković rajzolt, gyakorlatilag a jugoszláv kiadással egyidejűleg megjelent Dániában, Svédországban, Norvégiában, Finnországban is, majd nem sokkal ezt követően Németországban, Mexikóban, Indiában és Hollandiában is publikálásra került. Érdekesség, hogy a Tarzannal kapcsolatban is voltak kisebb szabályok, amelyeket be kellett tartani, például a főhős nem ölhetett meg senkit sem, nem csókolhatott meg más asszonyt a szerelmén kívül és ami a talán a legviccesebb, hogy mellbimbókkal nem lehetett ábrázolni őt. Nem volt nehéz elfogadni a „követelményeket”, főleg annak tükrében, hogy az „Edgar Rice Burroughs” cég, amely átengedte a jogokat az Atlantiknak, nem nagyon foglalkozott a képregényekkel, az ellenőr szerepét átengedte a mindenkori licencelő félnek, amely arról döntött, hogy mi jelenhet meg illetve nem. 
A svédek szabadabb felfogásúak voltak, így Baneék is az aranyközépszert keresték, hogy minden gond nélkül menjen. A képregényekbe belerajzoltak ismerős személyeket is, a Crni Olsen (Fekete Olsen) epizódban Slavko Draginčić jelent meg, mint a hajó egyik őre. A Tarzan protiv varvara (Tarzan a barbárok ellen) részben egy Conanhoz hasonló alakot szerepeltettek. Az egyik számban a főgonosz nem más, mint a szakállas Valiant herceg. A Slavko Draginčić által írt részeket túlzottan klasszikusnak ítélte meg Kerac, a szöveg túl irodalmi volt, így azok számára eléggé unalmasak voltak. Bane is írt jó pár epizódot, amelyek hozták az elvárt eladott példányszámot. Természetesen Kerac sem tért el a mű alapjaitól, de belevitt egy kisebb humort is a képregénybe. A Kalonga című részekben például arab nyelven adott pár káromkodó szót az egyik szereplő szájába, amiről később kiderült, hogy nem más, mint az Akai márkájú magnó néhány mondata a használati útmutatóból.
Érdemes a képregények példányszámainak fogyásáról is említést tenni az akkoriban 20 milliós, még az internet előtti, rossz műsorú tv-csatornákkal rendelkező Jugoszláviáról. 
A Bonelli-képregények akkoriban eléggé botrányosan mentek, a Stripotekat 80000, míg a Texet 50000 példányszám körül vásárolták. A Blek volt az egyik legsikeresebb, átlagban a 80000-es példányszámával, pár része a 100000-et is elérte. A Zagor 60-70000 példányban fogyott, míg a Dylan Dog örülhetett, ha elérte a 40000-et. Ami érdekesség lehet, hogy a Marketprint, miután 40000-re esett a Marvel-képregényei példányszáma, megszakította az együttműködést eme partnerrel. A realisztikus ábrázolású képregények után a Billy The Pljuc következett, ahol Bane saját bevallása szerint, fogalma sem volt arról, hogy mit akart kezdeni a karakterrel és hogy az hová tartott. Az első rész még „össze volt csapva”, a legkülönfélébb stílusok váltakoztak nem csak lapról-lapra, de sokszor képkockáról képkockára is attól függően, hogy mennyi türelme volt hozzá az alkotójának. A második részben már a Wild Bill Hickokhoz (vadnyugati revolver-hős és hazárd-játékos) hasonló karakterré próbálta alakítani főszereplőjét. E képregényen Darko Macan is dolgozott, mikor jó pár évvel ezelőtt, a Stripoteka magazin utolsó oldalára kellett egy egyoldalas képregény (a szerzői jogok eléggé drágává váltak, így valamivel ki kellett tölteni az üresen maradt oldalt). Kerac, miután Obradović nem ért rá, Macant kérte fel a képregény írójának, a közös munka 15 oldal erejéig tartott.
Természetesen nem feledkezhetünk meg az egyik leghíresebb művéről a Cat Claw-ról sem.
A Dečje novine-nak 3 képregényt ajánlottak fel, a Gee, a Cyborg és a Cat Claw képregényt. A kiadó ez utóbbi mellett döntött. Az első részt a Kerac-Obradović páros készítette, míg a második történetét Slavko Draginčić írta meg. Miután Obradović idejét a Blek-képregények kötötték le, Draginčić pedig a Marketprint kiadó szerkesztőjeként vált elfoglalttá, Kerac a saját kezébe vette a történt írását. Obradović túlzottan Marvel-, míg Draginčić klasszikus-stílusú képregényt írt, Kerac pedig egy más fajta női főszereplőt alkotott, aki az amerikai életmódot testesíti meg.
Ervin Rustemagić, (nevezhetjük őt egy ügynöknek is, aki Bane jogait képviselte, manapság pedig Kopeczki Csaba és Moreno Burattini az, akit meg lehet említeni, akik segítenek a külföldi „piacokra” eljuttatni Bane műveit, illetve külföldi munkákat keresnek Kerac számára), a Strip Art Features alapítója, segítségének köszönhetően Bane képregényei messzi tájakra is eljutottak, a Cat Claw például a skandináv államokban elég nagy népszerűségre tett szert (a svéd Magnum magazinban három egymást követő évben is a legnépszerűbb karakternek választották). Skandinávia gazdag múlttal rendelkezett külföldi képregények kiadása terén. 

Branislav Kerac egyik legismertebb képregénye: a Cat Claw

A klasszikusra is vevők, amely jól mutatkozik a Fantom ottani népszerűségében. A Marvel kiadó képregényei is megjelentek náluk, habár akkoriban azért nem voltak olyan hosszú életűek a sorozataik. A Cat Claw sikere talán azzal magyarázható, hogy e mű, mindkét stílust vegyítette, így épp elég olyan elemet tartalmazott, ami tetszetőssé tette azt az északiak számára. Más országokban is megjelent a Cat Claw ezek mellett, a los angeles-i székhelyű Malibu kiadó 9 részét is leközölte eme képregénynek, ám a délszláv háború miatt sajnos a sorozat közlése megszakadt. Bane nemzetközileg is ismert és elismert alkotó lett. Andreas Knige, a Carlsen Verlag tulajdonosa felkérte őt, hogy készítsen egy rövid, színes képregényt a berlini fal leomlásáról a Durchbruch albumba (ez a 14 nyelven, köztük magyarul is megjelent, Falomlás képregény többek között Bill Gibbons, Enki Bilal és Moebius alkotásait közölte).

### Jugoszlávia széthullása és az 1990-es évek kiútkeresése
Az 1990-es évek elején sajnos kitört a délszláv háború, ami a szerb képregényes szcénát is súlyosan érintette. A képregények alkotóinak egy része időlegesen vagy véglegesen külföldre távozott, némelyiküknél a kilencedik művészettel való foglalatoskodás perifériára szorult. 1992-ben nemzetközi szankciókat vezettek be a Jugoszláv Szövetségi Köztársaság ellen, ami a sportot és a művészetet is súlyosan érintette. Természetesen a lakosság tiltakozása mellett a hazai képregényes szcéna egy része is tüntetett az elszigetelés ellen, utóbbiak „Fuck Sanctions” és hasonló jelszavakat használtak.
A hazai (képregény-)kiadók gyakorlatilag csődbe jutottak, így a képregényes munkák elenyészőek voltak, nem lehetett belőlük megélni. Aki tisztességesen el akarta tartania családját, annak máshol kellett keresnie megélhetésének forrását. Bane ekkoriban fordult a zene felé, egy együttes alapító tagja lett.
Mindezek ellenére, nagy valószínűséggel a korábban kötött megállapodások miatt, a már külföldi partnerekkel dolgozó alkotók „kevésbé” érezték meg a szankciók hatásait. Az ismert német Carlsen Comics kiadó 1992-es katalógusában 2 Bane Kerac és Željko Pahek albumot is találhattunk. Az 1993-as esztendő, a még szigorúbb szankciók ellenére is, sikeresebbnek mondható a korábbi évnél. Kerac Cat Claw-ja bemutatkozott a svéd Magnumban, Zdravko Župan a Disney kiadó számára Goofy-t rajzolt, Zoran Janjetovtól pedig Párizsban megjelent a John Difool gyermekkora (Incal című képregény egy központi alakja) című képregény stb. 
1994-ben Kerac újra próbálkozott a Cat Claw amerikai megjelentetésével a Malibu Comics-nál, Janjetov új albumot készített a Les Humanoïdes Associés számára, Branislav Hetcel pedig Japánban jelentette meg pár alkotását. 1995-ben a Dark Horse Comics kiadó munkatársai között találhatjuk Banet, a Ghost című széria néhány számának megrajzolásában működött közre 1998-ig H. M. Baker álnéven (a szankciók miatt jugoszláv alkotót nem foglalkoztathattak amerikai cégek, ezért volt szükség e kitalált névre). A munka elég könnyűnek bizonyult, habár kissé unalmas volt. A Bane által készített ceruzarajzot Bernard Kolle húzta ki, aki kiválóan emelte ki a rajzokat. Tapasztalat-szerzésre kiváló volt ez a munka, de a Ghost dramaturgiája, történet-mesélése, célja eléggé gyenge volt. Tele volt zavaró dolgokkal, olykor az egyszerűség felé hajló megoldásokkal és folyamatosan sokkoló cselekményekkel. Bizonyos szempontból irritáló volt Bane számára a kiadó képmutató magatartása. Míg a meztelenség tiltva volt, addig egy hóhérhoz, falakra szétkent agyakhoz és vérben „fröcsögő” belekhez ragaszkodtak minden szempontból.
1996-ban, szintén ugyanennél a kiadónál az 5 részes Eric Johnson és Mark Hamill által írt The Black Pearl minisorozat rajzolója volt. Ezt a munkát a korábbi Dark Horse-os tapasztalata miatt kicsit rossz szájízzel fogadta el, de valamiből csak meg kellett élni ebben az időben is a visszaemlékezések szerint. Amikor elolvasta a forgatókönyvet, ami tulajdonképpen egy füzet volt, amiben Mark Hamill már majdnem mindent lerajzolt, nem tetszett Banenak a történet. Minden esetre a „vázlat” segített abban, hogy sikerüljön a szerzők ötleteit megvalósítani. A kihúzók viszont teljesen tönkretették a művet, a színezése pedig csak egy utolsó szög volt e projekt koporsójába. A képregény alapgondolata, amely a kisemberről szólt, aki a globalizáció és orwelli rend ellen lázad fel, kiváló volt, de Hamill és Johnson sajnos nem nőtt fel ilyen feladat megalkotásához. Dramaturgiailag az egész kaotikus volt, váltásokkal jelentéktelen helyekre, 5 képkockát hagytak volna 1 oldalon, ahol az emberek között beszéd folyik, ott, ahol meg akció van 12-t. Aztán Hamill és Johnson is összekülönbözött a kiadóval azon, hogy vajon milyen szinten legyen jelen az erotika a képregényben, így egy verzió füzetekben jelent meg, míg a másik keményfedeles kivitelben. Úgyhogy ez nem egy olyan alkotás lett végül, amellyel szívesen lehetne dicsekedni.
Kísérlet volt más külföldi kiadókkal is együttműködni, az Aleida című képregényből, ami valami fantasy-cyberpunk sorozat lett volna a Heavy Metal magazin számára (Heavy Metal vol. 26. no. 2. [2002]), csak egy rész jelent meg, mert a történet írója Martin Lodewyk még a mai napig nem írta meg a folytatást. A nevetséges az volt, hogy a képregény jó kritikákat kapott, lehet, hogy ebben közrejátszott az is, hogy a főhősnő Pamela Andersonra hasonlított és a Heavy Metalt is érdekelte volna a folytatás, de sajnos csak ennyi lett belőle. A Platinum Studios-szal is volt egy rövidebb idejű együttműködés, de ez a korszak eléggé felejthetőnek bizonyult.
Olaszországban is ismert Bane neve, a Sergio Bonelli Editore Zona X képregényén is dolgozott (1992 és 1999 között jelent meg, sci-fi képregénynek lehetne jellemezni).
Először a Martin Mystère képregény számára készített pár próba-rajzot Kerac, de azokat nem fogadták el, így végül egy Zona X képregény forgatókönyvét kapta meg. Ez a feladat nem volt túl örömteli, mindig valami hibát találtak az olaszok, anélkül, hogy jelezték volna, pontosan mit is várnának el. Néhány képkockát végül más alkotóval átrajzoltattak, de végül Kerac megkönnyebbüléssel vette, hogy nem kapott újabb forgatókönyvet az olaszoktól.
A spanyolországi Clara... de noche (Klára, a prostituált) Carlos Trillo, Jordi Bernet duó képregényén is közreműködött.
A Stripoteka képregény-magazin szerkesztőségének tagja. Az 1969 óta megjelenő képregény-magazin, amelynek kiadása a háború miatt 1991 és 1997 között szünetelt, technikai szerkesztőjeként is dolgozott. Amikor a háború idején a magazin nem jelent meg, Kerac kitanulta a számítógépes nyomdai előkészítés tudnivalóit, így amikor a Stripoteka újraindult már ezt az új tudását is hasznosítani tudta, főleg amikor a címoldalakat szerkesztette. A képregény-kiadás sosem volt profitábilis vállalkozás sok más ország mellett, Jugoszlávia területén sem, leszámítva talán az 1960-as és 1970-es éveket, amikor a Stripoteka is igazán jól fogyott. Az utóbbi években a hazai produktumok is visszaszorultak eme magazinban, mert az nem tudja megfizetni a honi alkotókat. A másik oldal az, hogy a hazai alkotók között sem valószínű, hogy sok olyan van, akik folyamatosan, egy megfelelő szintet tartva, hosszú távon sorozatot tudnának készíteni (mint mondjuk a Bonelli-képregények esetén). E magazin számos jugoszláv tagköztársaságban is elérhető, viszont miután a terjesztés joga már nem a kiadónál van, így elég nehéz a külföldi eladások után befolyó összeghez hozzáférni belátható időn belül.
Kísérlet szintjén felmerült, hogy elő lehetne venni és folytatni lehetne a korábban sikeresnek bizonyuló Balkan Express hazai képregényt. Az 1987-ben megjelent mű 2012-ben folytatódott, de sajnos a történet egyik alkotó-társának, Branko Plavšićnak, a halála keresztülhúzta a számításokat.

### Könyv-kiadás és a 2000-es évek fontosabb munkái
A délszláv háborút követő gazdasági válság miatt egyre több designeri és illusztrátori munkát fogadott el Kerac, amelyek jobban fizettek a képregény-alkotásnál. 
E miatt a kilencedik művészettel való foglalatoskodás háttérbe is szorult nála, inkább baráti szemmel tekint(ett) rá, mint egzisztenciájának alapja.
Négy történelemmel foglalkozó könyve is megjelent, amelynek részben, vagy egészben az alkotója. 1996-ban, a számítógépes illusztrációival megismerkedve, első körben a neki a történelmi korszakokból legjobban tetsző, vitézeket kezdett el rajzolni (lovon ülve, páncélban, kardokkal a kezükben). A Zmaj kiadónak könyv-borítókat és illusztrációkat készített tiszteletdíj fejében ekkoriban. Miután szerkesztő látta Bane vitézes rajzait, rábeszélte őt a megjelentetésükre. Pár újabb rajzzal és számos népdallal vegyítve megszületett Bane első könyve, a Junaci narodnih pesama (A népdalok hősei).

A népdalok hősei

Közeledett a 2004-es esztendő, az első szerb felkelés (a török uralom alóli felszabadulás kezdete) évfordulója, így illendő volt erről megemlékezni. Az 1804: Prvi srpski ustanak (1804: Az első szerb felkelés), kicsit nehezebben sikerült, mert a pisztolyok, jatagánok (török kard) ábrázolása nem volt Kerac kedvenc elfoglaltsága. Hosszú ideig írta a szöveget hozzá, olyan textussal kívánta ellátni azt, ami nincs benne a történelem-könyvekben. Akik elolvasták a recenziót, azok közül nem mindenkinek tetszett a szöveg, így végül egy professzor írta meg azt, ami így elég komoly lett. A könnyedebb hangvétel helyett, ami a korábbi cél lett volna, egy majdnem „akadémiai” hangvételű mű született, ami azonban nem sokban kapcsolódott a rajzokhoz (persze ez nem negatívum, de Keracból elég kevés maradt a műben).
A harmadik könyvnél, ami a Sveti Sava – princ monah (Szent Száva – szerzetesherceg) volt, már nem engedte ki a kezei közül az alkotást Bane. A Sibin Slavković-tyal és Goran Gorskival készült koprodukció a Szerb ortodox egyház és iskolák megalapítójának életébe adott betekintést. Egy olyan biográfia született, amely minden pontosan alátámasztható adatot tartalmazott e szentről döntőrészt a fiatalok számára, akiket érdekelhetett ez a téma.
Az 1389 – Kosovska bitka (1389 – a Rigómezei csata, amelyben Szerbia közel 500 évre elvesztette függetlenségét és török megszállás alá került), egy közel 30 éves gyűjtőmunka végeredménye volt. Keracot mindig is érdekelte ez a téma, így minden adatot, ami lehetséges volt, kigyűjtött e csatáról. Amikor az internet megjelent, s török források is elérhetővé váltak e történelmi eseménnyel kapcsolatosan, kitágult a látótér. Egy olyan alkotás született, amely ráveheti arra a gyerekeket, hogy jobban beleássák magukat a témába. A történet egy része fikció, amely Kerac elképzelését foglalja magában, romantikus formában, hogy hogyan is történhetett a csata.
A 2000-es évek viszonylagos képregényes eseménytelensége mellett az utóbbi időszakból Kerac Jack Seaborn képregénye ismert, amelyet gyakorlatilag az alkotók majdnem önkéntes alapon, díjazás nélkül készítettek. Számos műve újrakiadások formájában ismét elérhetővé vált, a jugoszláv Tarzant és Kobrát például a Darkwood kiadó fekete-fehér, A4-es, keményfedeles kivitelben jelentette meg, a Blek pedig szerzői kiadásban, korlátozott példányszámban került újranyomásra.
2012-ben a francia Jungle kiadó Gangs: Les Black Panthers albumának rajzolója volt Kerac, 2 évvel később pedig a Delcourt Lignes de Front 03. LRDG részét rajzolta, amely a II. világháború 1941-es afrikai történéseivel foglalkozott.
2013-ban a svéd Egmont kiadó a Svédországban 1960-as évek óta megjelenő Fantom képregény egy Mexikóban játszódó történetének rajzolására kérte fel Keracot.
Olaszországban megjelent egy Moreno Burattini által írt és Kerac által rajzolt színes Zagor képregény 2015 augusztusában (Guitar Jim/Gitáros Jimmy múltja címmel) a Sergio Bonelli Editore gondozásában. A szerb Veseli četvrtak kiadó a 60. belgrádi könyvfesztiválra időzítve jelentette meg a képregény szerb nyelvű kiadását, amelyen először dolgozott szerb alkotó. Burattinivel a Kragujevaci (szerb település) képregényfesztiválon beszélgetett Bane az esetleges olasz munkáról és Makarskában (egy horvát képregényfesztivál helyszíne) megszületett a megegyezés, hogy Kerac is részt vesz eme Zagor képregény megalkotásában. Hosszú idő után ez volt az egyik első komolyabb munkája, mivel úgy látta, hogy a szerzői kiadású képregények kora „leáldozott”, de a licencelt képregényekben még lehet potenciál. Előkészületben van egy újabb Zagor képregény is, de még nem lehet tudni, hogy az is színes lesz-e.
A Belgrádi Képregényfesztiválon életmű-díjat kapott 2005-ben a szerb képregény fejlődéséért és hozzájárulásáért tett fáradhatatlan munkásságáért.
Kezdetben saját maga írta képregényeinek forgatókönyvét, de egyiket sem fejezte be, mert elfogyott a türelme. Sokáig „csapongott” az eltérő stílusok, cselekmények között, míg végül 1969-ben sikerült teljesen befejeznie egy saját maga által készített művet, a Živ ili mrtav-t (Élve vagy holtan). Kezdetben jóbarátja, Obradović forgatókönyveit „képregényesítette” meg, majd miután annak egyre több munkája lett, s más rajzolók felé is kötelezettségei voltak, Bane egyre jobban önállósodott. Mivel Bane elég öntörvényű ember volt, így más forgatókönyvírok nem nagyon keresték a társaságát. Stílusát, amely hasonlít a Marvel kiadó aranykorának alkotóihoz, különösen John Romita Sr.-hoz, soha nem adta fel, nem hódolt be a különböző trendeknek és elvárásoknak.
A képregények mellett tervezéssel is foglalatoskodott az utóbbi években. Az elektronika és nyomdai munkák fejlődése nyomán szükségesnek tartotta a Photoshop minél mélyebb megismerését, e mellett pedig a Deke McClelland's college-ba is jelentkezett.
Filmplakátot is készített, Želimir Žilnik Lijepe žene prolaze kroz grad című alkotásához. Žilniket filmje egy képregényre emlékeztette, így felkérte Keracot, hogy készítsen neki egy képregényes plakátot a film promóciójához. Megszületett a legképregényesebb jugoszláv film-plakát, ami valaha is létezett.
A GeroMetal újvidéki heavy metal együttes dobosa is volt 1992 és 2000 között.
A csapat alapítója volt Josip Sabo-val, döntőrészt Deep Purple, Led Zeppelin, Free, The Jimi Hendrix Experience és más hasonló együttesek műveit dolgozták át/fel humoros szerb szöveggel. 1993-ban megjelent egy albumuk is Der Rauch Am Wasser címmel. 1996-ban új dalaikkal egy második albumot is megjelentettek Cat Claw címmel, amely természetesen Kerac azonos című képregényére utal. Döntőrészt Újvidéken és a Vajdaságban léptek fel az együttes 2000-es feloszlásáig.

## Fontosabb művei

Branislav Kerac legismertebb képregényfigurái

- Poručnik Tara
- Kobra
- Veliki Blek
- Tarzan
- Billy the Pljuc
- Balkan Express
- Cat Claw
- Ghost
- The Black Pearl
- Jack Seaborn
- Zagor

## Munkái magyar nyelven
- Tara, a hős partizán tiszt (in: Jó Pajtás).
- A Bátor Hústorony (in: Képes Ifjúság).
- Fel, fel a csillagokig (in: Képes Ifjúság).
- Billy the speed (in: Képes Ifjúság).
- Requiem az áldozatokért (4 oldalas képregény, in: Falomlás, 1990, Semic Interprint kiadó)
- Iskolakezdő; szöveg Vesna Pantić, ill. Sibin Slavković, Branislav Kerac, ford. Kartag Nándor; Prometej–Forum, Novi Sad, 2004
- Cat Claw 1. rész (in: Papírmozi 8, 2015, Nero Blanco Comix kiadó, fordította Bayer Antal) [17]
- Cat Claw sorozat (in: Fekete-fehér Kockás 2019/1. 2., 2020/2.3.4 .Vitanum kiadó)